# 伽倻
伽倻（42年－562年），亦称加耶、伽耶（韓語：가야），是位于朝鲜半岛南部洛东江流域由弁韩发展起来的一个国家联盟，由许多小的城邦组成。伽倻后被朝鲜半岛三国之一的新罗所吸收。

## 历史
据《三国遗事》记载，前42年，6个载有天子的大蛋从天而降。6个男孩破壳而出，12天后长大成人。其中一个叫首露，成了金官伽倻的国王。另外5人分别建立了大伽倻、星山伽倻、阿罗伽倻、古宁伽倻和小伽倻。
據《三國志》記載，弁韓諸國中有弁辰狗邪國。狗邪和伽倻是對同一個國家或部落的不同的音譯。
Sin, K.C认为伽倻是3世纪末期由弁韩部落发展起来以金官伽倻（狗邪）为中心的6个联盟。这一时期伽倻的战争增加，丧葬习俗也发生变化。Sin, K.C指出导致这些变化的原因是由于这一时期扶余人进入伽倻的统治层，使伽倻采纳更为好战的思想意识和统治理念。391年至412年之间，伽倻联盟在高句丽的压力下瓦解。不过伽倻联盟的剩余仍保持着政治上的独立。由于伽倻与百济联盟打新罗，出于报复新罗562年吞并了伽倻的剩余。

## 经济
伽倻位于富庶的洛东江流域，与大海相连并有丰富的铁矿资源。伽倻人主要以农业，渔业，铸铁和贸易为生。伽倻与弁韩都以铁器闻名。伽倻向百济和日本出口大量的铁矿石，铁盔和铁制兵器，并与百济和日本保持着良好的关系。

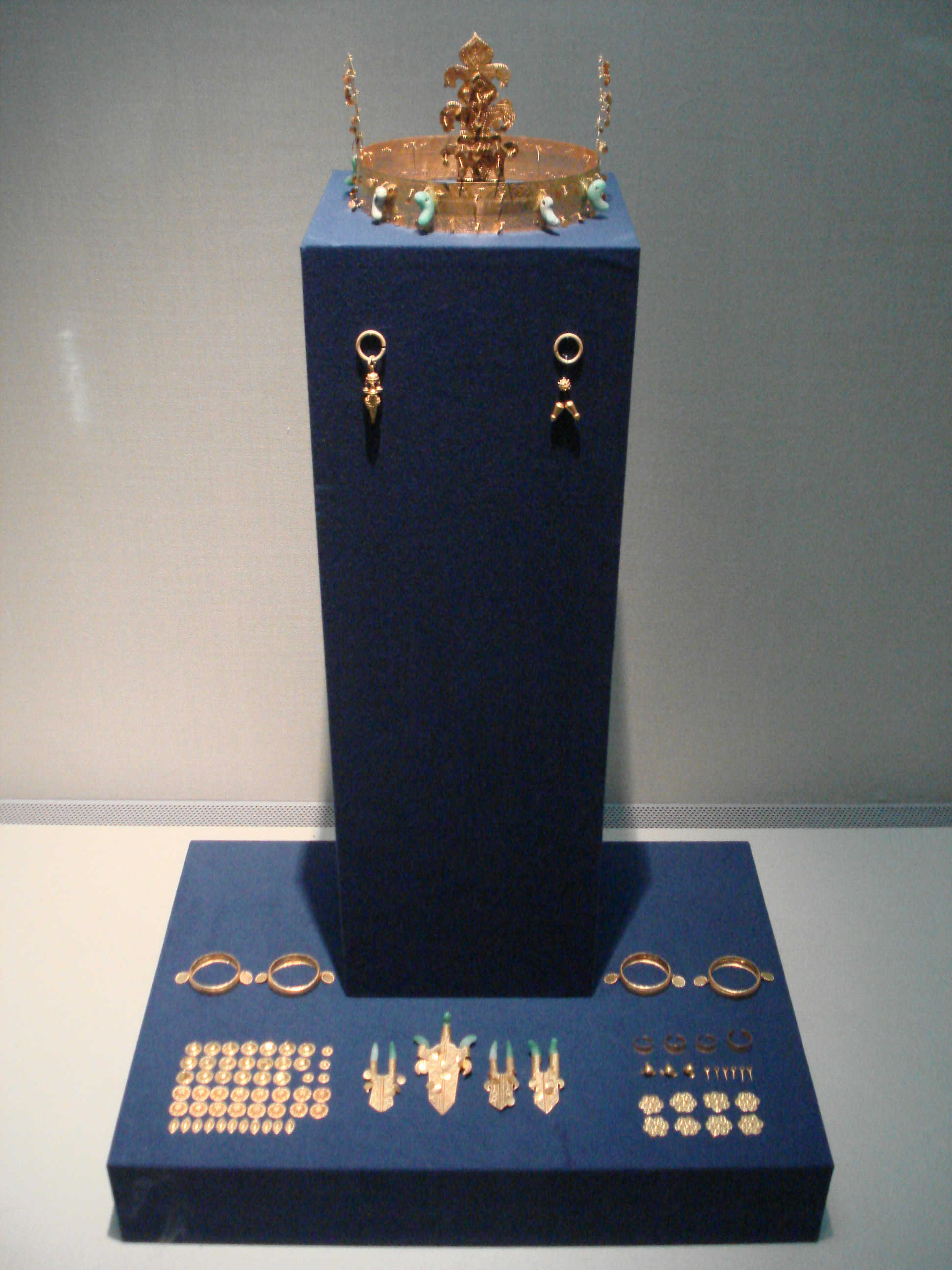
伽倻王冠
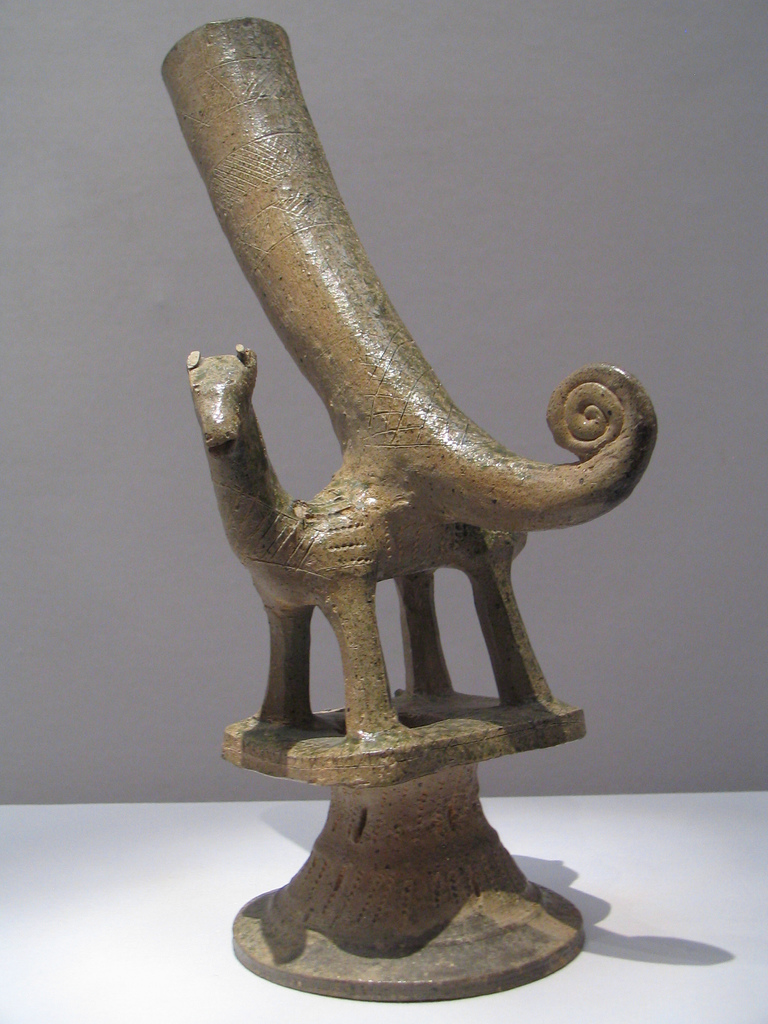
伽倻波斯风格的角形杯
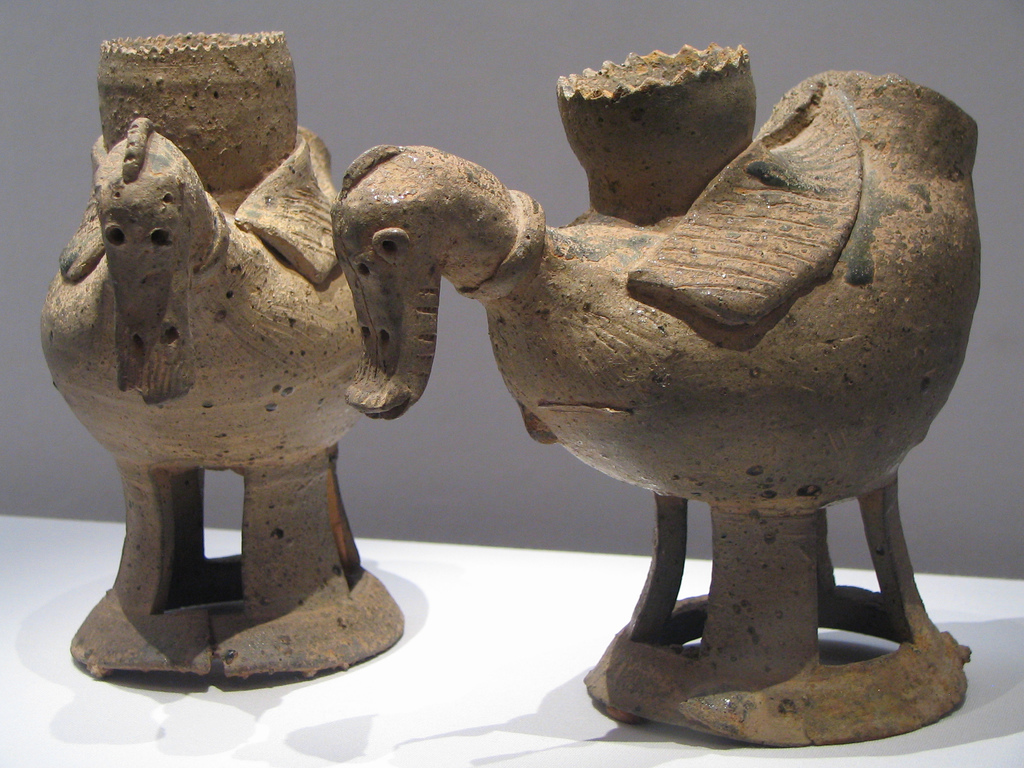
伽倻鸭形陶器，5～6世纪
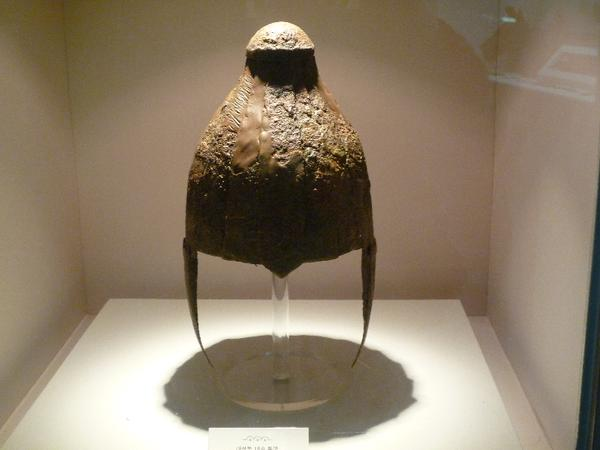
伽倻兜鍪
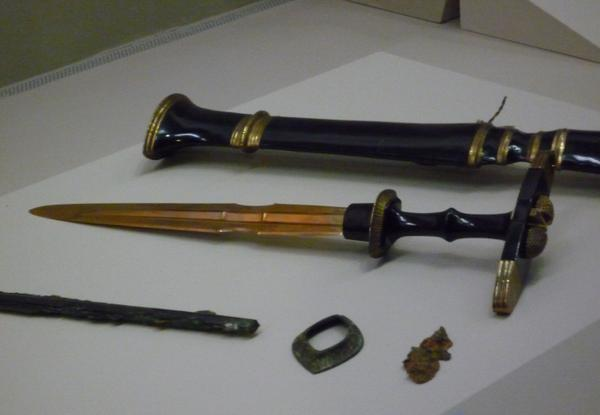
昌原茶戶里古墳群劍
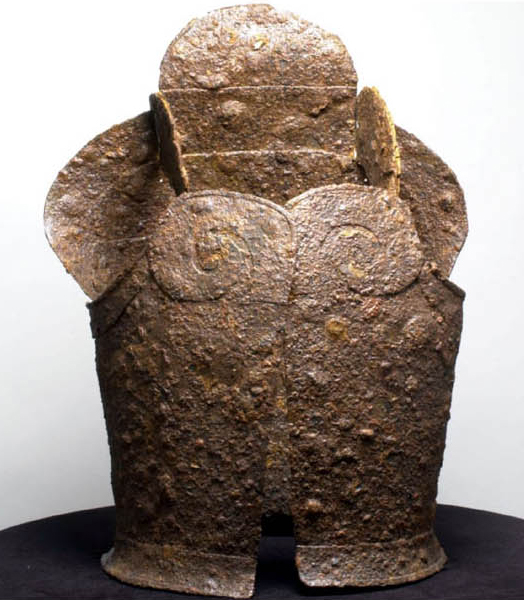
金海大成洞古墳
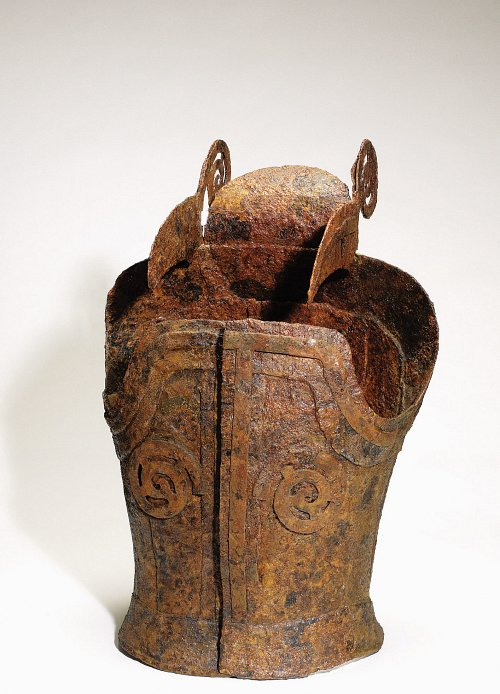
金海大成洞古墳
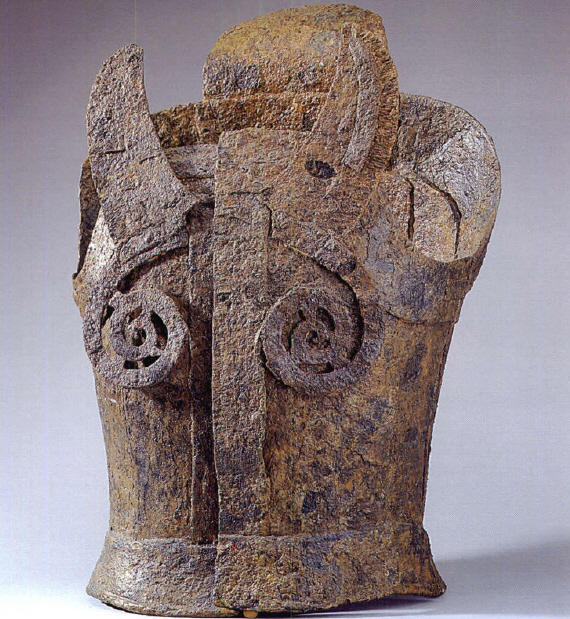
金海大成洞狗邪韓國(金官伽倻)

## 政治
许多古书将伽倻联盟分成几个部分。《高丽史略》将伽倻分成金官伽倻、古宁伽倻、非火伽倻、阿罗伽倻和星山伽倻。这些伽倻部落围绕金官伽倻的中心今韩国金海市构成一个联邦式的政治实体。经历了一段衰落后，在5和6世纪之交，伽倻联盟围绕大伽倻的中心今韩国高灵郡得以复兴。但由于不敌新罗而被新罗所吞并。
据南朝齐书卷58中称呼加羅國，三韓種也。建元元年，國王荷知使來獻。詔曰：「量廣始登，遠夷洽化。加羅王荷知款關海外，奉贄東遐。可授輔國將軍、本國王。」

## 文学
记载于《三国遗事》卷二《驾洛国记》的《龟旨歌》（公元42年），是迄今古代文献中所能看到的最早的朝鲜古代歌谣。这是古伽耶人按天神旨意在龟旨峰掘土迎接神君时唱的歌，因此也被称《迎神歌》。:65-67:19-20

## 伽倻小國的變遷
伽倻小國一般來說至的是六伽倻，然而事實上，六伽倻是最少10個以上小國的集合體。在《魏志東夷傳》中收錄的弁韓小國共計12國。但在3世紀曾經有浦上八國的伽倻國家起兵反對金官伽倻的聯盟地位。這八國可能是所謂六伽倻中的一個國家。根據《日本書紀》的記載可知，到了伽倻時代的後期，伽倻小國中大約有10個國家。然而根據韓國的于勒十二曲可知，這所謂的十餘個國家更可能是大伽倻的直轄領地或地名。
目前已知的伽倻小國如下表：
| 區域                 | 弁韓弁辰      | 伽倻/浦上八國(1~5世紀) | 大伽倻、于勒十二曲（5~6，5世紀） | 新羅郡縣       | 六伽倻（高麗時代） |
| -------------------- | ------------- | ---------------------- | -------------------------------- | -------------- | ------------------ |
| 密陽市               | 彌離彌凍國    |                        | 啄己呑、推封                     | 密城郡         |                    |
| 密陽市三浪津邑       |               |                        | 麻且奚                           | 密鎭縣         |                    |
| 昌寧郡靈山面         |               |                        | 麻須比                           | 尙藥縣         |                    |
| 固城郡               | 古資彌凍國    | 古史浦國               | 古自國/ 古（久）嵯國             | 固城郡         | 小伽倻             |
| 山清郡丹城面         | 古淳是國      |                        | 乞飡                             | 闕城郡         |                    |
| 晉州市               |               |                        | 子他、子呑                       | 居陀州、康州   |                    |
| 宜寧郡               |               |                        | 稔禮國                           | 宜寧縣         |                    |
| 宜寧郡富林面         |               |                        | 斯二岐、爾列比/爾赦              | 宜桑縣         |                    |
| 居昌郡               |               |                        | 居列                             | 居昌郡         |                    |
| 河東郡               |               |                        | 帶沙                             | 河東郡         |                    |
| 河東郡岳陽面         | 樂奴國        |                        |                                  | 岳陽縣         |                    |
| 陜川郡               |               |                        | 多羅                             | 大耶城、江陽郡 |                    |
| 陜川郡草溪面         |               | 草八國：辰韓           | 沙八兮                           | 八谿縣         |                    |
| 陜川郡三嘉面         |               |                        | 散半奚/下                        | 嘉壽縣         |                    |
| 泗川市               |               | 史勿國                 | 思勿                             | 泗水縣         |                    |
| 泗川市昆陽           | 軍彌國        | 昆彌                   |                                  | 河邑縣、省良縣 |                    |
| 昌原市               | 彌烏邪馬國    | 骨浦國                 | 卓淳國                           | 義安郡、檜原縣 |                    |
| 咸安郡               | 安邪國/安羅國 |                        | 下加羅都                         | 咸安郡         | 阿羅伽倻           |
| 咸安郡漆原面         | 弁辰接塗國    | 漆浦國                 | 久禮牟羅                         | 漆堤縣         |                    |
| 釜山廣域市東萊區東萊 | 瀆盧國        | 從拔城                 | （新羅領土）                     |                |                    |
| 金海市               | 狗邪國        | 駕洛國                 | 金冠國                           | 金海京         | 金官伽倻           |

| 區域         | 弁韓弁辰、辰韓 | 伽倻(1~5世紀)    | 大伽倻，于勒十二曲（5~6，5世紀） | 新羅郡縣      | 六伽倻（高麗時代） |
| ------------ | -------------- | ---------------- | -------------------------------- | ------------- | ------------------ |
| 高靈郡       | 半路國         | 伴跛國           | 上加羅都                         | 高靈郡        | 大伽倻             |
| 金泉市       | 甘路國         | 甘文國：辰韓     | （新羅領土）                     |               |                    |
| 星山郡       |                | （原來新羅領土） |                                  | 本彼縣/碧珍郡 | 星山伽倻           |
| 清道郡       | 優由國：辰韓   | 伊西國           | （新羅領土）                     |               |                    |
| 尚州市咸昌邑 | 辰韓 沙伐國    |                  | （原來新羅領土）                 | 古寧郡        | 古寧伽倻           |

| 區域           | 馬韓、枕彌多禮 | 大伽倻，于勒十二曲（5~6，5世紀） | 新羅郡縣 |
| -------------- | -------------- | -------------------------------- | -------- |
| 南原市         | 古臘國         | 下奇勿                           | 南原京   |
| 長水郡、任實郡 |                | 上奇勿                           | 青雄縣   |
| 順天市         |                | 娑陀                             | 昇平郡   |
| 光陽市         |                | 勿慧/牟婁                        | 晞陽縣   |
| 麗水市         |                | 上哆唎、達已                     | 海邑縣   |
| 麗水市突山邑   |                | 下哆唎                           | 突山縣   |

## 延伸阅读
[在维基数据编辑]
 《南齊書·卷58》，出自萧子显《南齊書》